# Kryłowo (rejon ust-kubiński)
Kryłowo (ros. Крылово) – wieś w Rosji, w rejonie ust-kubińskim obwodu wołogodzkiego. W 2010 r. liczyła 3 mieszkańców.